# David Ducourtioux
David Ducourtioux (Limoges, 11 april 1978) is een Frans voormalig voetballer (defensieve middenvelder) die uitkwam voor SC Bastia, Stade Reims, CS Sedan, Valenciennes FC en Gazélec Ajaccio. Bij die laatste club werd hij in 2020 hoofdtrainer.